# Mamma Mia (песма)
„Mamma Mia“ је песма шведске музичке групе „АББА“. Издата је у септембру 1975. године, као четврти сингл са албума „ABBA“.

## Место на топ-листама
| Топ-листе (1975—1976)                        | Место |
| -------------------------------------------- | ----- |
| Билборд хот 100                              | 32    |
| Кент мјузик рипорт                           | 1     |
| А3 Аустрија топ 40                           | 3     |
| топ 30                                       | 2     |
| Топ-листа синглова у Уједињеном Краљевству   | 1     |
| Топ-листа синглова у Канади                  | 20    |
| Холандских топ 40                            | 13    |
| Топ-листа синглова у Финској                 | 14    |
| Мидија контрол чартс                         | 1     |
| Топ-листа синглова у Ирској                  | 1     |
| Топ-листа RIANZ                                   | 2     |
| Норвешка                                     | 2     |
| Топ-листа синглова у Родезији                | 20    |
| Топ-листа синглова у Јужноафричкој Републици | 5     |
| Топ-листа синглова у Швајцарској             | 1     |
| Топ-листе (2008)                             | Место |
| Топ-листе                                    | 48    |
| Топ-листа синглова у Уједињеном Краљевству   | 56    |